# Pölsfeld
Pölsfeld is een plaats en voormalige gemeente in de Duitse deelstaat Saksen-Anhalt, en maakt deel uit van de Landkreis Mansfeld-Südharz.
Pölsfeld telt 423 inwoners.